# 합동성
합동성(Jointness)는 군사 용어로써 군사력 통합으로 전투력 시너지 효과를 크게 높이는 성향을 의미한다. 미국 합참의장 윌리엄 오웬스는 각군의 장점의 배합을 통해 합동 전투력을 높이는 게 합동성의 목적이라고 제시하고 있다.

## 나라별

### 미국
미국은 과거 합동성과 관련되어서 여러 가지 문제가 많았다.
1968년 1월에 일어난 푸에블로 호 납치 사건 당시, 조선인민군 해군에게 USS 푸에블로 (AGER-2)가 나포되었으나, 국가정찰본부는 이 사실을 펜타곤에 보고하지 않았다. 1980년 4월, 미국은 주테헤란 미국 대사관 직원들을 구하기 위해 독수리 발톱 작전을 세우고 집행하였다. 하지만 육·해·공군·해병대 간 일체성이 부족하였고, 각 군의 통신수단이 서로 다른 상황이 발생하였다. 이로 인해 해군 헬리콥터와 공군 수송기가 충돌하여 헬리콥터에 탄 특전부대 대원 8명이 숨지는 사고가 났고, 작전은 중단되었다. 1986년 이러한 문제점을 해결하기 위해 당시 상원위원으로 재직중이었던 배리 골드워터와 하원위원 월리엄 니콜스는 골드워터-니콜스 법을 발의하였다. 해당 법은 대통령의 핵심 군사 조언자로써 합동참모의장의 역할을 높이고, 대통령 - 국방부 장관 - 전투사령관 사이의 지휘선과 책임을 규정하는 목적을 가져는데, 미군의 합동성에 큰 기여를 하였다. 그럼에도 1990년에 발발한 걸프 전쟁에서 해군, 공군의 정보 공유가 잘 이뤄지지 않는 등의 문제가 발생하였고, 문제를 해결하기 위해 1999년 미국 대서양 사령부(USACOM)를 합동성을 담당하는 기관인 합동전력사령부(JFCOM)로 조직을 개편하였다. 이 후 2003년에 이라크 전쟁이 시작되자, 중부사령부를 통합전투사령부로 개편하고 그 아래에 각국의 연합사령부를 두기도 하였다.
이와 별도로 미군은 각 군의 통합 작전 수행시 장비를 구매하는 역할을 하는 합동소요검토위원회(JROC)를 설치하였다.

### 대한민국
대한민국에서는 천안함 침몰 사태를 통해 군의 합동성에 대한 비판이 나타나고 있다. 특히 각 군의 자군 중심주의, 함참 지휘관들의 합동 작전 경험 부족은 합동성에 큰 장애가 되고 있다고 군사 전문가들은 말한다.

### 기타
오스트레일리아는 육·해·공군 참모총장이 원정작전을 수행할 시, 정기적인 회의를 가지고 있다. 중화인민공화국은 지상군 중심의 정책에서 벗어나 해·공군총사령원을 중앙군사위원회 위원으로 임명하였다. 일본 역시 합동성을 높이기 위해 육상자위대, 해상자위대, 항공자위대 별로 설치했던 간부학교를 방위대학교로 합쳤다.